# باسكال زاريمبا
باسكال زاريمبا (بالفرنسية: Pascal Zaremba)‏ هو لاعب كرة قدم فرنسي في مركز قشاش، ولد في 2 سبتمبر 1959 في Fresnes-sur-Escaut ‏ في فرنسا. لعب مع إي أس نانسي وباريس سان جيرمان ونادي بوفيه ونادي فالينسيان ونادي لانس ونادي لوهافر.

## وصلات خارجية
- باسكال زاريمبا على موقع قاعدة بيانات كرة القدم.إي يو (الإنجليزية)
- باسكال زاريمبا على موقع ليكيب (الفرنسية)
- باسكال زاريمبا على موقع عالم كرة القدم.نت (الإنجليزية)